# 당진시민축구단
당진 시민 FC(Dangjin Citizen Football Club)는 대한민국 충청남도 당진시에 있는 축구 선수단이다. 충남당진시민축구단이 운영하는 남자 세미프로 축구단이며, 2021년에 창단되었다.

## 역사
2019년 12월, 당진시민축구단 창단준비위원회가 발족하면서 축구단 창단 논의가 시작되었다. 2020년 10월 14일 충청남도에서 법인 허가 신청이 받아들으며 사단법인으로 출범할 것을 예고했다. 이후 2020년 12월 선수 선발이 진행되었으며 2021년 1월 15일, 한상민 감독을 포함한 코칭스태프와 선발이 완료된 선수들이 공개되었다. 2021시즌 K4리그 플레이오프에서 승리하면서 창단 첫 해 K3리그 승격에 성공했다.

## 선수 명단

### 1군 선수단
- 2023년 2월 12일 기준

참고: FIFA 자격 규정에 따라 소속된 국가대표팀 국기를 표시합니다. 선수는 복수의 FIFA 비회원국 국적을 가지고 있을 수 있습니다.
| 번호 | 포지션 | 국적 | 이름   |
| ---- | ------ | ---- | ------ |
| 1    | GK     |      | 오찬식 |
| 2    | DF     |      | 이선걸 |
| 4    | DF     |      | 심지훈 |
| 5    | DF     |      | 이건우 |
| 6    | MF     |      | 주원석 |
| 7    | DF     |      | 박창준 |
| 8    | MF     |      | 은성수 |
| 10   | FW     |      | 정동철 |
| 11   | FW     |      | 김운   |
| 12   | DF     |      | 채광훈 |
| 13   | GK     |      | 김태호 |
| 14   | MF     |      | 문기한 |
| 15   | DF     |      | 홍준호 |
| 16   | DF     |      | 신재욱 |
| 17   | DF     |      | 안현준 |
| 18   | FW     |      | 윤찬울 |

| 번호 | 포지션 | 국적 | 이름   |
| ---- | ------ | ---- | ------ |
| 19   | MF     |      | 송승현 |
| 20   | DF     |      | 전인규 |
| 21   | GK     |      | 정우영 |
| 22   | MF     |      | 김태현 |
| 23   | MF     |      | 이윤권 |
| 24   | MF     |      | 전우진 |
| 25   | FW     |      | 김진석 |
| 26   | DF     |      | 최유빈 |
| 27   | DF     |      | 명성준 |
| 28   | DF     |      | 한태희 |
| 29   | FW     |      | 최수호 |
| 30   | DF     |      | 유현우 |
| 33   | DF     |      | 박원재 |
| 77   | FW     |      | 김창헌 |
| 88   | MF     |      | 정영웅 |

## 참고 문헌
- “스포츠지원포털 등록 현황”. 대한체육회.
- “KFA 통합경기정보 시스템”. 대한축구협회.